# Enoplometopus occidentalis
Enoplometopus occidentalis е вид десетоного от семейство Enoplometopidae. Видът не е застрашен от изчезване.

## Разпространение и местообитание
Разпространен е в Австралия (Куинсланд и Лорд Хау), Индонезия (Малуку, Сулавеси и Ява), Кения, Мавриций, Мадагаскар, Провинции в КНР, Реюнион, САЩ (Хавайски острови), Сейшели, Тайван, Южна Африка и Япония.
Обитава скалистите дъна на океани и рифове. Среща се на дълбочина от 960 до 1180 m, при температура на водата от 3,7 до 4,1 °C и соленост 34,5 – 34,6 ‰.